# Glipa subsinuata
Glipa subsinuata is een keversoort uit de familie spartelkevers (Mordellidae). De wetenschappelijke naam van de soort is voor het eerst geldig gepubliceerd in 1917 door Maurice Pic. In 1924 publiceerde Pic deze zelfde naam nogmaals voor een spartelkever. Voor die soort publiceerde hij in 1936 echter het nomen novum Glipa subsinuatipennis.